# William Alfred Dimoline
William Alfred Dimoline, britanski general, * 1897, † 1965.